# غاز بلندبوم

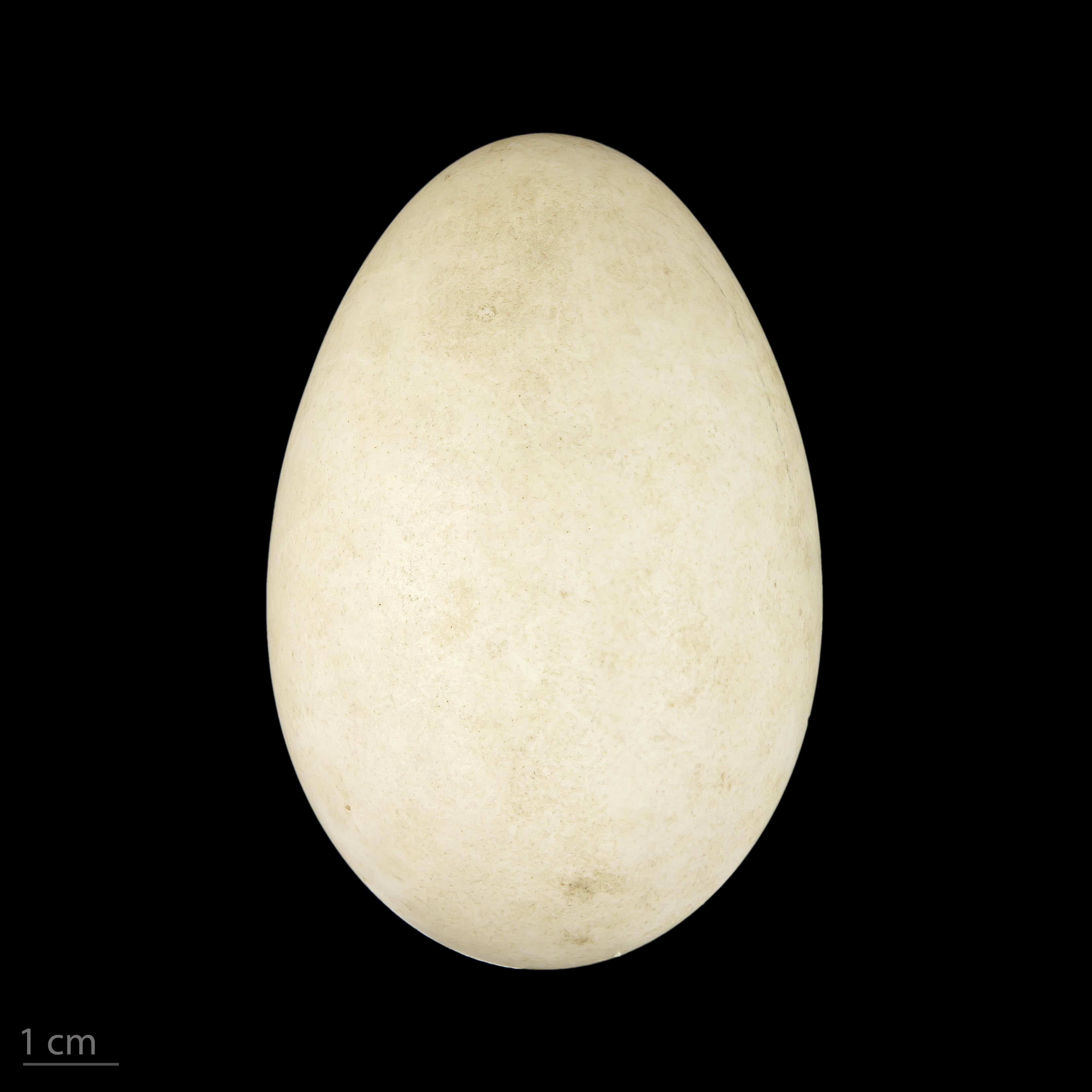
Chloephaga picta

غاز بلندبوم یا غاز کوهی (نام علمی: Chloephaga picta) نام یک گونه از زیرخانواده تنجه‌ایان است. ابن گونه پرنده در آمریکای جنوبی یافت می‌شود. حداکثر طول این پرنده ۶۰–۷۲٫۵سانتی‌متر و وزن آن ۲٫۷–۳٫۲ کیلوگرم است.